# Claudia Tagbo
Claudia Tagbo (Abiyán, 14 de junio de 1973) es una actriz nacida en Costa de Marfil, de nacionalidad francesa. Activa desde comienzos de la década de 2000, Tagbo ha actuado en producciones de cine, teatro y televisión en Francia.

## Filmografía

### Cine y televisión
| Año       | Título                                  | Rol                 | Director                              | Notas |
| --------- | --------------------------------------- | ------------------- | ------------------------------------- | ----- |
| 2001      | Pas d'histoires!                        |                     | Émilie Deleuze                        |       |
| 2001      | Fatou la Malienne                       | Hawa                | Daniel Vigne                          |       |
| 2002      | Mama Aloko                              |                     | Jean Odoutan                          |       |
| 2004      | La dictée                               |                     | Meiji U Tum'si                        | Corto |
| 2004      | La valse des gros derrières             | Assiba              | Jean Odoutan                          |       |
| 2004      | Les anges malicieux                     |                     | Frédéric Monpierre                    | Corto |
| 2005      | Ma meilleure amie                       | Bertine             | Élisabeth Rappeneau                   |       |
| 2006      | Le tuteur                               | Midwife             | Édouard Molinaro                      |       |
| 2006      | Congorama                               | Alice Roy           | Philippe Falardeau                    |       |
| 2006-2010 | R.I.S, police scientifique              | Martine Forest      | Varios                                |       |
| 2007      | Tony Zoreil                             |                     | Valentin Potier                       | Corto |
| 2007      | Porte-à-porte                           |                     | Jean-Pascal Gautier                   | Corto |
| 2007      | Chrysalis                               |                     | Julien Leclercq                       |       |
| 2007      | Ma vie n'est pas une comédie romantique |                     | Marc Gibaja                           |       |
| 2008      | Boulevard du Palais                     | Madame Wakalo       | Christian Bonnet                      |       |
| 2008      | Ca$h                                    |                     | Éric Besnard                          |       |
| 2008      | Sex, Okra and Salted Butter             | Bintou              | Mahamat Saleh Haroun                  |       |
| 2008      | Vilaine                                 |                     | Jean-Patrick Benes & Allan Mauduit    |       |
| 2009      | Tongs et paréo                          | Noémie              | Philippe Giangreco & Gwendal Pointeau |       |
| 2009      | Pina Colada                             | Claudia             | Alice Winocour                        | Corto |
| 2009      | Omar                                    |                     | Sébastien Gabriel                     | Corto |
| 2009      | Inside Jamel Comedy Club                |                     | Olivier Braunstein                    |       |
| 2010      | La vénitienne                           |                     | Saara Saarela                         |       |
| 2010      | Au bas de l'échelle                     | Stephe              | Arnauld Mercadier                     |       |
| 2010      | À vos caisses                           | Arsène              | Pierre Isoard                         |       |
| 2010      | Le sentiment de la chair                |                     | Roberto Garzelli                      |       |
| 2011      | Camping paradis                         | Constance           | Philippe Proteau                      |       |
| 2011      | J'aurais pu être une pute               |                     | Baya Kasmi                            | Corto |
| 2011      | Le client                               | Falco               | Arnauld Mercadier                     |       |
| 2011      | De l'huile sur le feu                   |                     | Nicolas Benamou                       |       |
| 2012      | Schengen                                | Ines                | Annarita Zambrano                     | Corto |
| 2012      | La collection donne de la voi(e)x       | Ines                | Annarita Zambrano                     |       |
| 2012      | Crapuleuses                             | Pilat               | Magaly Richard-Serrano                |       |
| 2012      | Clem                                    |                     | Joyce Buñuel                          |       |
| 2012      | Une Estonienne à Paris                  |                     | Ilmar Raag                            |       |
| 2012      | Manipulations                           | Laura Silvano       | Laurent Herbiet                       |       |
| 2012      | Les seigneurs                           | Fatou N'Dogo        | Olivier Dahan                         |       |
| 2012      | Victorine                               | Victorine           | Garance Meillon                       |       |
| 2013      | Mon Frigo m'a dit                       |                     | Francis Coté                          |       |
| 2013      | Aya de Yopougon                         | Jeanne / Alphonsine | Marguerite Abouet & Clément Oubrerie  |       |
| 2013      | C'est la crise                          | Claudia             | David Freymond                        |       |
| 2013      | Lanester                                | Léonie Saint-Martin | Franck Mancuso                        |       |
| 2014      | Get Well Soon                           | Myriam              | Jean Becker                           |       |
| 2014      | Le crocodile du Botswanga               | Jacqueline          | Lionel Steketee & Fabrice Eboué       |       |
| 2014      | Amour sur place ou à emporter           |                     | Amelle Chahbi                         |       |
| 2014      | WorkinGirls                             | Brigitte            | Sylvain Fusée                         |       |
| 2014      | Presque parfaite                        | Julia               | Gabriel Julien-Laferrière             |       |
| 2015      | Nos chers voisins                       | Françoise Gairoard  | Emmanuel Rigaut                       |       |
| 2015      | I'm All Yours                           | Ebène               | Baya Kasmi                            |       |
| 2015      | Up & Down                               | Bommart             | Ernesto Oña                           |       |
| 2016      | We Are Family                           | Babette             | Gabriel Julien-Laferrière             |       |

## Teatro
| Año     | Título                | Autor         | Director      | Notas    |
| ------- | --------------------- | ------------- | ------------- | -------- |
| 2011    | Claudia Comedy Gospel | Claudia Tagbo | Fabrice Éboué | Monólogo |
| 2012-14 | Crazy                 | Claudia Tagbo | Fabrice Éboué | Monólogo |